# Emma Paterson
Emma Anne Paterson (nascuda Smith; 1848 – 1886) va ser una feminista i sindicalista anglesa.

## Biografia
Emma Anne Smith va néixer a Londres el 5 d'abril de 1848, filla de Henry Smith, director d'una escola a St George Hanover Square i d'Emma Dockerill.
Per protegir els interessos de les dones obreres el 1874 va fundar la Women's Protective and Provident League (1874) que més tard es va convertir en la Women's Trade Union League. Francis Pattison en va crear una branca a Oxford el 1881 i després de la mort de Paterson (1886) n'esdevingué la lider.